# مشارکت استراتژیک

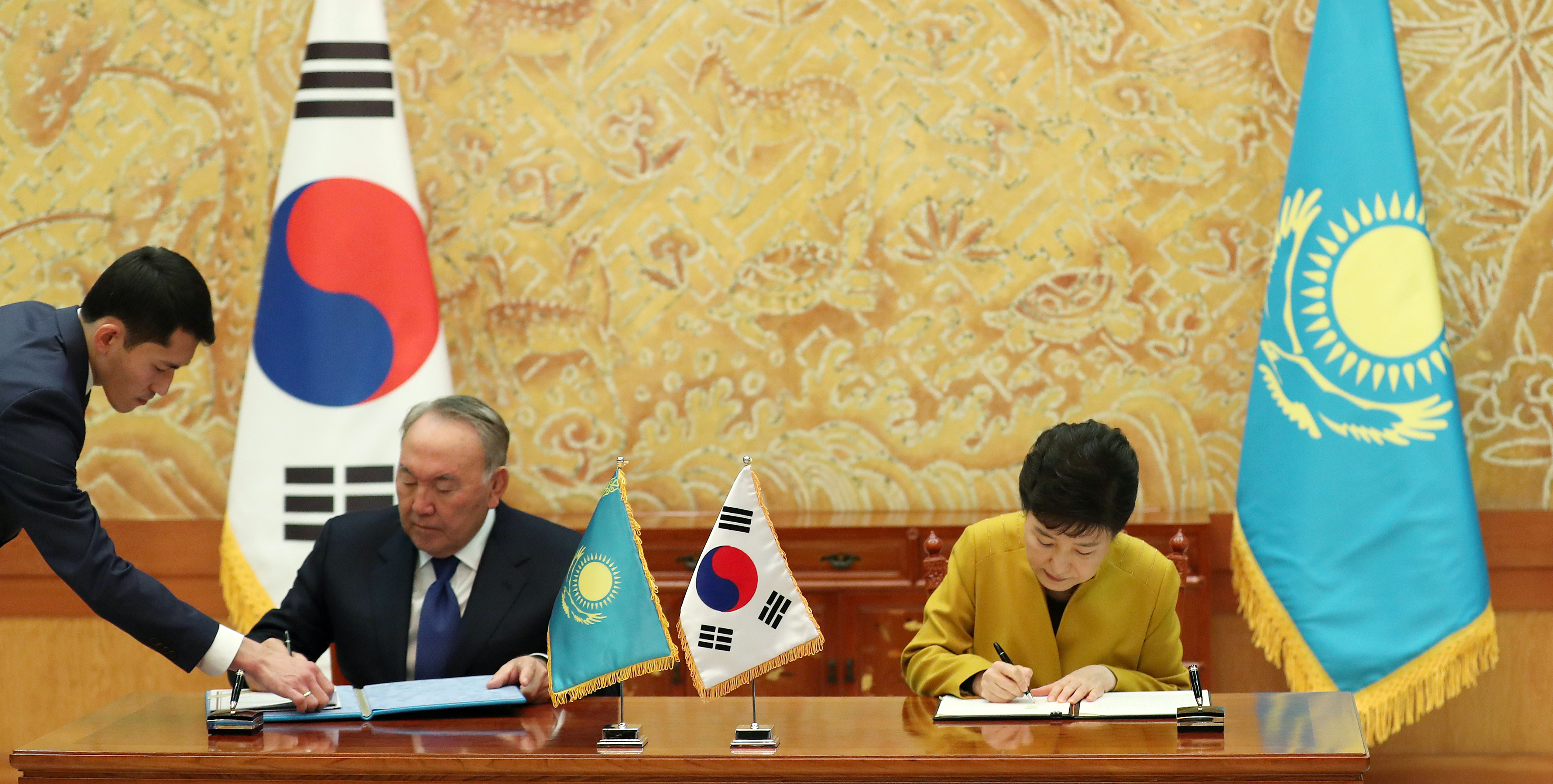
اجلاس سران کره قزاقستان ۱۳

مشارکت استراتژیک (انگلیسی: Strategic partnership) به رابطه میان دو شرکت تجاری اطلاق می‌شود، که اغلب با انعقاد یک یا چند قرارداد رسمی آغاز می‌گردد. مشارکت استراتژیک برای کسب‌وکارهایی که منابع محدود در اختیار دارند مفید است. دو شرکت مکمل یکدیگر که ذخایر مالی کافی برای توسعه ندارند، یا نمی‌توانند خود را به بازارهای بزرگ‌تر برسانند، می‌توانند اتحادی استراتژیک شکل دهند تا در تحقق اهدافشان به آنها کمک کند.